# Pumpuentsa
Pumpuentsa ist eine Ortschaft und eine Parroquia rural („ländliches Kirchspiel“) im Kanton Taisha der ecuadorianischen Provinz Morona Santiago. Die Parroquia besitzt eine Fläche von etwa 1330 km². Beim Zensus 2010 wurden 2453 Einwohner gezählt. Die Bevölkerung besteht aus der indigenen Volksgruppe der Achuar.

## Lage
Die Parroquia Pumpuentsa liegt im Amazonastiefland im äußersten Osten der Provinz Morona Santiago. Das Gebiet wird von den beiden nach Süden fließenden Flüssen Río Macuma (im Westen) und Río Huasaga (im Osten) begrenzt. Der Río Wichimi, ein linker Nebenfluss des Río Macuma, durchquert den zentralen Teil der Parroquia in südlicher Richtung. Im äußersten Süden befindet sich das Quellgebiet des Río Seituye, ein linker Nebenfluss des Río Morona. Der 300 m hoch gelegene Hauptort befindet sich knapp 22 km südöstlich vom Kantonshauptort Taisha.
Die Parroquia Pumpuentsa grenzt im Osten an die Parroquia Huasaga, im Süden an Peru, im Westen an die Parroquia Tuutinentza sowie im Nordwesten an die Parroquia Taisha.

## Orte und Siedlungen
In der Parroquia Pumpuentsa gibt es 30 Comunidades. Im Hauptort Pumpuentsa leben etwa 290 Einwohner.

## Geschichte
Die Parroquia Pumpuentsa wurde am 4. November 2009 gegründet (Registro Oficial N° 59).